# Magelhaengors
De magelhaengors (Melanodera melanodera) is een zangvogel uit de familie Thraupidae (tangaren).

## Verspreiding en leefgebied
Deze soort telt 2 ondersoorten:
- M. m. princetoniana: zuidelijk Chili en zuidelijk Argentinië.
- M. m. melanodera: de Falklandeilanden.